# Fußball-Sachsenliga 2019/20
Die Fußball-Sachsenliga 2019/20 war die 30. Spielzeit der höchsten Spielklasse des Sächsischen Fußballverbandes.

## Teilnehmer
An der Spielzeit 2019/20 nahmen insgesamt 16 Vereine teil. Diese sind wie folgt:
- der Absteiger aus der Regionalliga Nordost 2018/19 aus dem Gebiet Sachsen:
  -  FSV Budissa Bautzen

- die verbleibenden Mannschaften aus der Sachsenliga 2018/19:
  -  SV Einheit Kamenz
  - FV Eintracht Niesky
  -  FC 1910 Lößnitz
  - FSV 1990 Neusalza-Spremberg
  - Großenhainer FV 90
  -  VfL Pirna-Copitz
  -  Germania Mittweida
  -  BSG Stahl Riesa
  -  Kickers 94 Markkleeberg
  -  Radebeuler BC 08
  - SG Taucha 99

- die Aufsteiger aus den Landesklassen Sachsen 2018/19:
  -  FC Blau-Weiß Leipzig (Meister & Aufsteiger Landesklasse Nord)
  - SG Handwerk Rabenstein (Meister & Aufsteiger Landesklasse West)
  - SG Motor Wilsdruff (2. & Aufsteiger Landesklasse Mitte)
  - LSV Neustadt/Spree (Meister & Aufsteiger Landesklasse Ost)

## Auswirkungen der Coronavirus-Pandemie
Am 13. März 2020 entschied das SFV-Präsidium, den Spielbetrieb auf Landesebene aufgrund der COVID-19-Pandemie zu stoppen und auch alle Kreis- und Stadtfußballverbände folgten dieser Entscheidung.
Im Schnellverfahren entwickelte der SFV-Spielausschuss potenzielle Modelle für den Umgang mit der Saison, stimmte das mit dem SFV-Vorstand ab und kam bereits am 5. Mai 2020 zu dem endgültigen und einstimmigen Beschluss, die Saison 2019/2020 auslaufen zu lassen und den Ligaspielbetrieb nicht wieder aufzunehmen. Die notwendigen Änderungen der Regularien folgten wenig später. So wurde der Abstieg ausgesetzt und auch offizielle Staffelmeister fehlen für die Corona-Spielzeit. Um trotzdem eine Abschlusstabelle und damit Aufsteiger zu ermitteln, zog der SFV die Quotientenregel (erreichte Punkte dividiert durch Anzahl Spiele) auf Grundlage der Tabellenstände vom 13. März heran.
Der SV Einheit Kamenz marschierte bis zu diesem Zeitpunkt noch ungeschlagen und mit nur neun Gegentoren durch die Sachsenliga. Daran änderte auch die Quotientenregel nichts. Zunächst entschied man sich in Kamenz den Schritt in die Oberliga zu wagen, reichte die Bewerbungsunterlagen fristgerecht beim NOFV ein, bekam am Ende aber doch noch kalte Füße und zog die Bewerbung zurück.
Entgegen dem Trend der letzten Jahre meldeten die Mannschaften aus den Landesklassen ihr Aufstiegsinteresse an. Aufgrund der gleichen Quotienten kam es aus den Landesklassen Ost und West sogar zum Aufstieg von jeweils zwei Mannschaften.
Die Sachsenliga 2020/21 ist mit 22 Mannschaften also die größte, die es je gab.

## Tabelle
| Pl.                                | Verein                      | Sp. | S  | U | N  | Tore    | Diff. | Punkte |
| ---------------------------------- | --------------------------- | --- | -- | - | -- | ------- | ----- | ------ |
| 1.                                 | SV Einheit Kamenz           | 17  | 12 | 5 | 0  | 041:900 | +32   | 41     |
| 2.                                 | FC 1910 Lößnitz             | 18  | 8  | 6 | 4  | 033:210 | +12   | 30     |
| 3.                                 | VfL Pirna-Copitz            | 17  | 8  | 6 | 3  | 024:140 | +10   | 30     |
| 4.                                 | FSV Budissa Bautzen (A)     | 18  | 8  | 5 | 5  | 038:250 | +13   | 29     |
| 5.                                 | FSV 1990 Neusalza-Spremberg | 16  | 8  | 5 | 3  | 033:210 | +12   | 29     |
| 6.                                 | Germania Mittweida          | 18  | 8  | 5 | 5  | 025:260 | −1    | 29     |
| 7.                                 | Großenhainer FV 90          | 17  | 7  | 4 | 6  | 029:280 | +1    | 25     |
| 8.                                 | LSV Neustadt/Spree (N) 1    | 18  | 7  | 5 | 6  | 037:320 | +5    | 23     |
| 9.                                 | SG Taucha 99                | 18  | 5  | 8 | 5  | 023:180 | +5    | 23     |
| 10.                                | FV Eintracht Niesky         | 18  | 5  | 5 | 8  | 027:420 | −15   | 20     |
| 11.                                | FC Blau-Weiß Leipzig (N)    | 17  | 5  | 4 | 8  | 014:220 | −8    | 19     |
| 12.                                | Radebeuler BC 08            | 18  | 5  | 4 | 9  | 025:350 | −10   | 19     |
| 13.                                | Kickers 94 Markkleeberg     | 18  | 4  | 6 | 8  | 028:350 | −7    | 18     |
| 14.                                | SG Handwerk Rabenstein (N)  | 18  | 5  | 3 | 10 | 026:390 | −13   | 18     |
| 15.                                | SG Motor Wilsdruff (N)      | 18  | 1  | 7 | 10 | 013:370 | −24   | 10     |
| 16.                                | BSG Stahl Riesa 2           | 16  | 2  | 6 | 8  | 020:310 | −11   | 06     |
| Quelle: kicker.de, Stand: Endstand |                             |     |    |   |    |         |       |        |

| Zum Saisonende 2018/19: | |
| (A)                     | Fußball-Regionalliga Nordost 2018/19: FSV Budissa Bautzen                                                              |
| (N)                     | Aufsteiger aus den Landesklassen: FC Blau-Weiß Leipzig, SG Handwerk Rabenstein, SG Motor Wilsdruff, LSV Neustadt/Spree |

### Tabelle nach Quotientenregelung
Da die Mannschaften jeweils eine unterschiedliche Anzahl an Spielen absolviert hatten, war eine Quotientenregelung zur Ermittlung der Abschlussplatzierungen nötig. Dabei wurden die Punkte durch die absolvierten Spiele geteilt. Bei Punktegleichstand wurde folgende Regelung angewendet:
- 5./6. Platz: FSV Budissa Bautzen/Germania Mittweida: Tordifferenz
- 8./9. Platz: LSV Neustadt/Spree/SG Taucha 99: Tordifferenz/mehr erzielte Tore
- 13./14. Platz: Kickers 94 Markkleeberg/SG Handwerk Rabenstein: Tordifferenz

| Pl. | Verein                      | Sp. | Punkte | Ø Punkte |
| --- | --------------------------- | --- | ------ | -------- |
| 01. | SV Einheit Kamenz           | 17  | 41     | 2,41     |
| 02. | FSV 1990 Neusalza-Spremberg | 16  | 29     | 1,81     |
| 03. | VfL Pirna-Copitz            | 17  | 30     | 1,76     |
| 04. | FC 1910 Lößnitz             | 18  | 30     | 1,67     |
| 05. | FSV Budissa Bautzen (A)     | 18  | 29     | 1,61     |
| 06. | Germania Mittweida          | 18  | 29     | 1,61     |
| 07. | Großenhainer FV 90          | 17  | 25     | 1,47     |
| 08. | LSV Neustadt/Spree (N)      | 18  | 23     | 1,28     |
| 09. | SG Taucha 99                | 18  | 23     | 1,28     |
| 10. | FC Blau-Weiß Leipzig (N)    | 17  | 19     | 1,12     |
| 11. | FV Eintracht Niesky         | 18  | 20     | 1,11     |
| 12. | Radebeuler BC 08            | 18  | 19     | 1,06     |
| 13. | Kickers 94 Markkleeberg     | 18  | 18     | 1,00     |
| 14. | SG Handwerk Rabenstein (N)  | 18  | 18     | 1,00     |
| 15. | SG Motor Wilsdruff (N)      | 18  | 10     | 0,56     |
| 16. | BSG Stahl Riesa             | 16  | 6      | 0,38     |